# Diganidougou
Diganidougou, o anche Diganibougou, è un comune rurale del Mali facente parte del circondario di Ségou, nella regione omonima.
Il comune è composto da 23 nuclei abitati:
- Bakaridjana
- Bélébougou-Bambara
- Bélébougou-Wèrè
- Bélékou
- Digani (centro principale)
- Guéni
- Kala
- Kala-Wèrè
- Kalabougouni
- Kéffabougou
- Kourounkouna
- Kyélè

- Magnan
- N'Gounando
- N'Tobougou
- Samalé
- Santiébougou
- Sinè-Wèrè
- Sogobia
- Tombala
- Tongoly
- Wèrèba
- Zangou-Wèrè